# 施麗珊

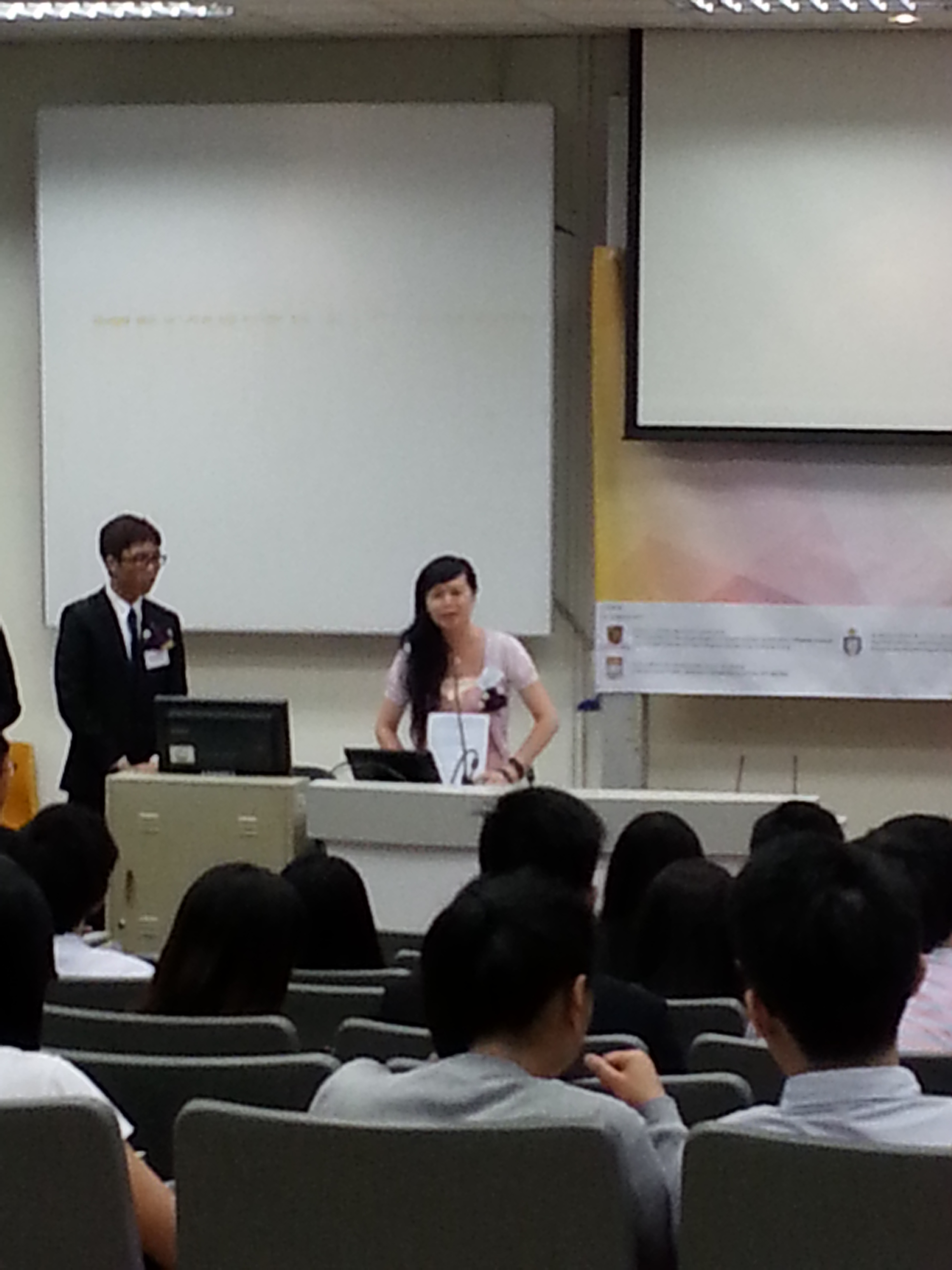
施麗珊在香港大學的研討會上發言

施麗珊（英語：Sze Lai-shan），香港社會福利界從業員、社會工作者、現任香港社區組織協會副主任。

## 簡歷
施麗珊11歲時候從福建省到香港，後來就讀於伊斯蘭脫維善紀念中學及香港浸會大學社會工作。。
2020年9月21日，關愛基金向低收入家庭新來港定居人士，發放一次過1萬元津貼，申請者須經過入息審查，並提交相關文件資料。當局預計合資格受惠人數約為20萬3千人，涉及公帑逾21億元。施指出有關手續繁複，希望當局能簡化申請。